# Agamura
Agamura är ett släkte av ödlor. Agamura ingår i familjen geckoödlor.
Agamura persica förekommer i Iran, Afghanistan och Pakistan och vistas i öknar. Påfallande är det stora huvudet. Svansen tappas sällan och den kan inte återskapas. Skivor på fingertoppar saknas. Exemplaren besöker tillfälliga vattendrag. Honor lägger ägg.
Arter enligt Catalogue of Life:
- Agamura femoralis
- Agamura misonnei
- Agamura persica

IUCN listar bara Agamura persica i släktet och klassificerar den som livskraftig (LC). De andra arterna flyttas till släktet Rhinogecko.

## Bildgalleri

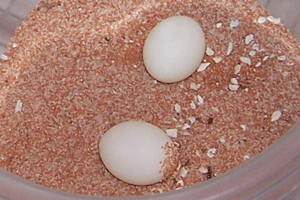
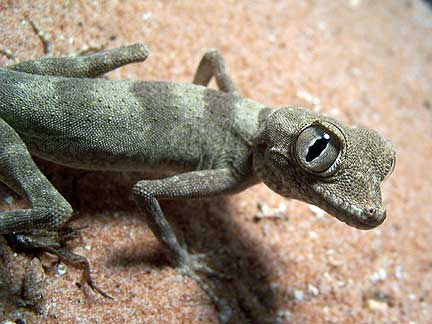
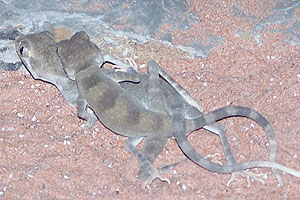
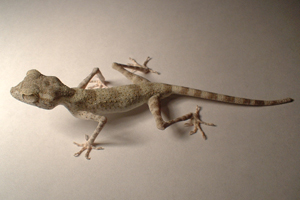